# Wootton Rivers
Wootton Rivers è un villaggio e una parrocchia civile della contea del South Wiltshire, si trova circa a 6 chilometri a sud di Marlborough, Sud Ovest dell'Inghilterra, Regno Unito.

## Geografia

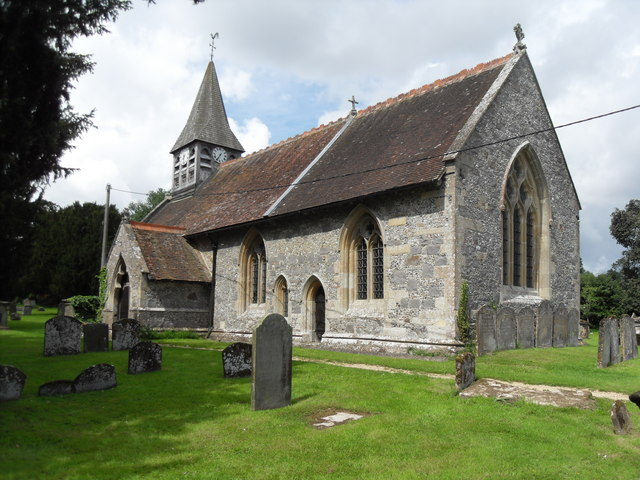
Chiesa di Sant'Andrea

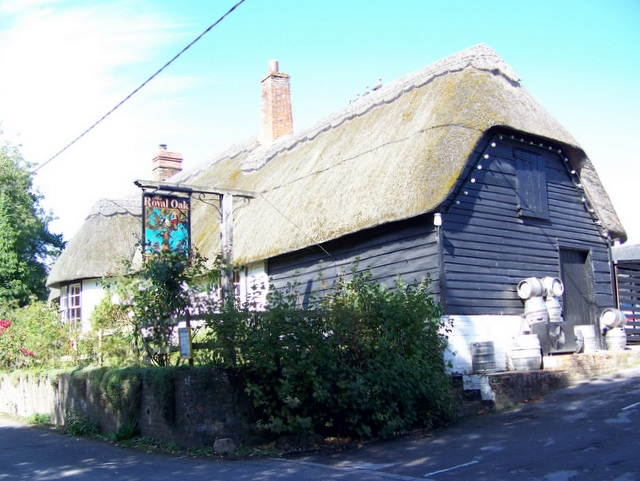
Royal Oak Inn

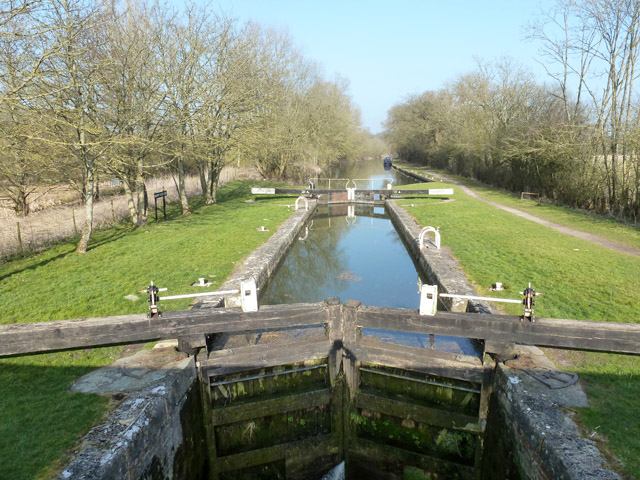
Sistema di chiuse del canale che passa nel villaggio

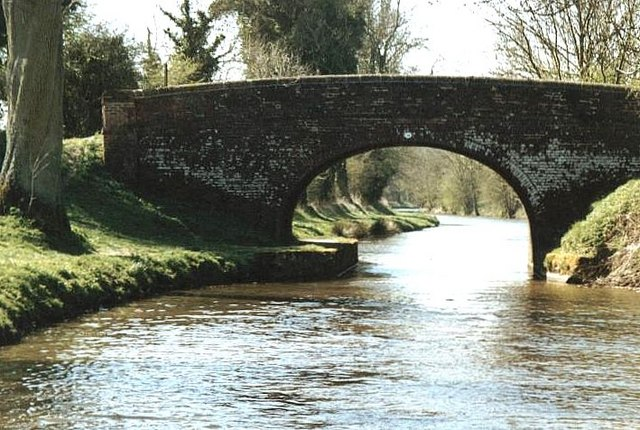
Ponte sul canale

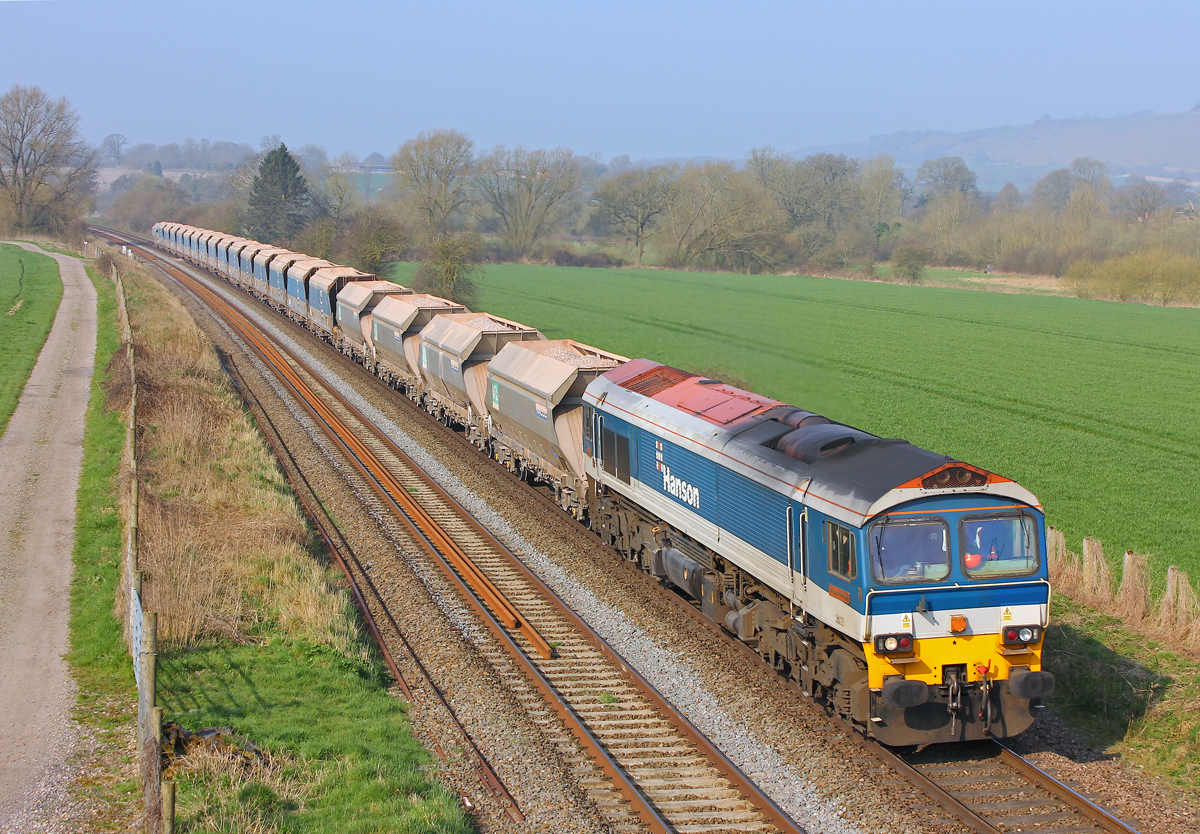
Linea ferroviaria che passa parallela al canale

Nel villaggio di Wootton Rivers si trova East Wick Farm che probabilmente sorge sul sito di un piccolo villaggio nel Medioevo. Il confine della parrocchia civile segue una valle asciutta e una cresta a sud-est e nelle altre direzioni non vi è nessun elemento naturale di rilievo. Vi sono numerosi affioramenti di sabbia verde e di gesso. Una piccola area all'estremo nord è ricoperta da argilla con selci. Nel territorio scorre un piccolo corso d'acqua. A nord il terreno raggiunge i 205 metri sul livello del mare, mentre a sud, dove è ondulato, raggiunge i 170 metri. Il corso d'acqua lascia il territorio a 130 metri di altezza. Vi sono campi aperti e  pascoli. In tempi passati vi erano pochissimi boschi. Il canale Kennet e Avon fu costruito intorno al 1807 e fu aperto completamente nel 1810.

## Storia
Un tumulo all'estremità nord-orientale è l'unica prova di insediamenti preistorici e il suo territorio si trovava nella foresta di Savernake fino al 1330, quando l'intera area fu disboscata. Il suffisso nel nome della parrocchia civile è il cognome dei signori del feudo principale ed era in uso nel XIV secolo. Il confine con Milton Lilbourne potrebbero essere in parte il risultato di un compromesso tra il rettore di Wootton Rivers e quello della chiesa di Milton Lilbourne che contestò le decime intorno al 1215 e al 1327. La linea del confine con Easton lungo una strada fu confermata nel 1908. Il territorio fu colonizzato dai romani ed è rimasta la loro strada da Mildenhall a Old Salisbury. Nel medioevo è possibile che vi sia stata una strada principale Marlborough-Salisbury da nord a sud. Il canale Kennet ed Avon fu ultimato nel 1810 e fu dotato di un molo, di due chiuse e di una casa per il guardiano di una chiusa. Il canale fu restaurato negli anni settanta e le chiuse furono riaperte nel 1973. La linea ferroviaria Berks & Hants Extension fu costruita parallelamente e immediatamente a sud del canale, fu aperta nel 1862. Dal 1906 fa parte di una linea principale Londra-Exeter. Una fermata passeggeri fu aperta all'estremità meridionale del villaggio nel 1928  e chiusa nel 1964. Due ferrovie da Marlborough, una aperta nel 1864 e l'altra, parte di una linea Swindon-Andover, nel 1898, attraversavano la punta nord-orientale della parrocchia. Furono chiuse rispettivamente nel 1933 e nel 1964. Non ci sono prove che il demanio del maniero di Wootton Rivers includesse terreni in campi aperti. Verso la fine del XVI secolo il demanio consisteva in circa 110 acri.
Attorno al 1086 a Wootton Rivers sorgeva una chiesa appartenente all'abbazia di Mont-Saint-Michel in Normandia, era una delle due chiese nella tenuta chiamata Wootton, la seconda delle quali potrebbe essere stata a Easton. All'inizio del XIII secolo la chiesa di Wootton Rivers era servita da un rettore e l'abbazia aveva diritto a una pensione dalle sue entrate. Nel 1212 l'abbazia in Francia e Walter de Rivers, signore del feudo di Wootton Rivers, concordarono che ogni parte avrebbe dovuto presentare il proprio rettore. Non vi è alcuna prova che l'abbazia abbia mai presentato una candidatura. A nome del signore del maniero, che era allora minorenne, tre diversi richiedenti presentarono ciascuno un candidato per la canonica nel 1321 e un quarto candidato fu raccolto dall'ordinario. Nel 1550, quando il rettore viveva fuori dalla parrocchia, la comunione non poteva essere amministrata facilmente nel presbiterio perché il tetto era in pessime condizioni. Peter Waterman, rettore dal 1630, fu accusato nel 1646 di predicare e di usare la minaccia di esclusione dalla comunione a sostegno della causa monarchica. In base al testamento della duchessa di Somerset dal 1728 al 1905 ogni rettore ottenne una borsa di studio erogata dalla duchessa presso lo St. John's College o il Brasenose College. Nel 1783 si tenevano un servizio mattutino e uno pomeridiano ogni domenica e i servizi si tenevano nei giorni di digiuno e nei giorni successivi alle grandi feste. Alcuni poveri parrocchiani andavano raramente in chiesa, dicendo di non avere vestiti adatti, e pochi partecipavano alle funzioni feriali. La comunione veniva celebrata a Natale, Pasqua e Pentecoste e la domenica dopo Michele. Gli abitanti di Brimslade e South Savernake pagarono le decime in modo extra-parrocchiale perché fino al 1854 circa non era stata costruita alcuna chiesa nel loro territorio e frequentavano la chiesa di Wootton Rivers.

## Monumenti e luoghi d'interesse
Nel territorio di Wootton Rivers sono presenti vari edifici e punti di interesse. Tra questi:
- Chiesa di Sant'Andrea. Chiesa parrocchiale anglicana risalente alla metà del XIV secolo e restaurata nel 1861. Costruita in selce con rivestimenti in pietra calcarea. Ha navata e presbiterio senza separazione. Appartiene alla diocesi di Salisbury e dal 27 maggio 1964 è un monumento classificato di secondo grado per il suo particolare interesse storico e architettonico.[4][5]
- Royal Oak Inn. Edificato nel XVII secolo e oggetto di modifiche successive. Ha struttura in legno su davanzale in mattoni e tasselli in mattoni imbiancati. Il tetto è di paglia. Dal 30 ottobre 1987 è considerato un monumento classificato di secondo grado.[6]